# 山名豐政
山名豐政（1571年—1630年8月6日），日本戰國時代至江戶時代的武將。父親是山名豐國。通稱平右衛門。江戶幕府旗本交代寄合之一。

## 生平
在元龜2年（1571年）出生。被賜予下總國葛飾郡1千石。元和3年（1617年），繼承家督並成為但馬國福岡領主。此前的1千石歸還幕府，再被賜予弟弟豐義。
正室是高家大澤基宿的女兒。寬永5年（1628年），因故而把家督讓予9歲的兒子矩豐並隱居。在寬永7年（1630年）死去。法名是法雲院殿桂岳道榮日潤大居士。墓所在武藏國碑文谷法華寺，後來改為自證院，在明治時代改葬青山靈園。

## 外部連結
- 武家家傳 山名氏 （页面存档备份，存于）